# Club Social, Cultural y Deportivo 13 de Junio
El Club Social, Cultural y Deportivo 13 de Junio es un club deportivo de la ciudad de Pirané, Formosa con una gran historia en el fútbol del interior en las décadas del '90. Por problemas económicos, y la falta de apoyo financiero, actualmente solo participa en la liga local de Pirané, la Liga Piranense de Fútbol.

## Historia
Antonio Zaragoza, Argentino Leguiza, Luis Zárate, Luis Caja, de los Santos Candia, Hermanos Fernández, Raúl Revolero entre otros fueron quienes dieron vida a este club, lejos estaban de soñar que en muy poco tiempo cosecharían tantas alegrías, tantos triunfos, tantas copas de todo tipo, en la Liga Piranense ganando la mayor parte de los Torneos, la representación en los Torneos Provinciales de Campeones, allí también logró muchos títulos, duelos inolvidables con el Sportivo Patria de Formosa, Sargento Cabral de Siete Palmas, Libertad, Hertelendy, Argentinos del Norte de Clorinda, la Copa Amistad en el que compitieron con Libertad de Charata, Campeón chaqueño adjudicándose “El 13” el trofeo tras dos cotejos.
Jugadores Destacados
Miguel "El Tigre" Amaya: jugó en Belgrano (Cba.).
Ariel "Cemento" Sulligoy: jugó en Banfield

## Ascenso al Argentino A 1999/00
13 de junio es el único club del interior de la provincia de Formosa en disputar los Torneos Argentinos A y B. Su segunda participación nacional fue en la Temporada 1998/99 del Torneo Argentino B donde el club logró una muy buena actuación llegando a la fase final del torneo. Compartió el grupo 2 con a clubes de la talla de Huracán (TA) y la C.A.I., terminando 3° en el grupo de 4 equipos con 10 puntos (a solo 1 punto de los clasificados al Argentino A), con 8 goles a favor y 11 en contra. Por no lograr el ascenso directamente al Torneo Argentino A, el equipo de Pirané debió jugar un reclasificatorio junto con San Martín (Monte Comán), Central Córdoba (Santiago del Estero) y Argentino del Norte (Tucumán). Las semifinales se jugaban a un solo partido en cancha neutral. 13 de Junio debía jugar esas semis contra el equipo de San Martín de Monte Comán (Córdoba), al que venció con un gran 3 a 1 con los dos goles de Walter Ameri y uno de Marcelo Morales, logrando así el pasaje a la final por el ascenso contra un durísimo Central Córdoba. 13 de Junio logra ganar el partido por 3 a 2 y así obtiene el ascenso al Argentino A 1999/00. El máximo goleador del equipo fue Marcelo Morales, que convirtió 15 goles en ese Argentino B y 4 en el Reclasificatorio, sumando 19 goles en la campaña, una marca que hasta ahora nadie pudo alcanzar con la camiseta de 13 de Junio.

## Participación en el Torneo Argentino A
Sin lugar a dudas 13 de Junio ha dejado un enorme prestigio en el Argentino A donde no solo participó por 5 temporadas consecutivas sino que en varias ocasiones fue unos de los candidatos a lograr el ascenso al Nacional B, llegando a estar a un paso del ansiado ascenso perdiendo varias finales y rondas finales. 13 de Junio hoy en día es un club que ha hecho historia en el Argentino A y sus números lo reflejan.

### Temporada 1999/00
En la Temporada 1999/00 del Torneo Argentino A el club de Pirané jugó en la zona B del torneo, que tenía 16 equipos repartidos en dos grupos de 8 equipos. Al equipo del interior formoseño le tocó un grupo bastante difícil con equipos de la talla de Ben Hur, Douglas Haig, Tiro Federal, Patronato, Ñuñorco, Barraca (Paso de Los Libres) y Huracán Corrientes, que venía de jugar en el Nacional B. El club lograría grandes actuaciones, como ganarle en la cuarta fecha a Douglas Haig por 1 a 0, 2 a 1 a Patronato en la séptima fecha y 1 a 0 a Tiro Federal en la décima fecha. Una de las grandes victorias fue ante el gran equipo de Huracán Corrientes, al que venció por 3 a 1 por la fecha 12 del torneo. 
La tabla del grupo quedó de esta manera :
| Equipo                       | Pts | PJ | PG | PE | PP | GF | GC | Dif |
| ---------------------------- | --- | -- | -- | -- | -- | -- | -- | --- |
| Ben Hur                      | 25  | 14 | 7  | 4  | 3  | 18 | 10 | 8   |
| 13 de Junio                  | 25  | 14 | 7  | 4  | 3  | 15 | 14 | 1   |
| Douglas Haig                 | 23  | 14 | 7  | 2  | 5  | 20 | 14 | 6   |
| Tiro Federal (Rosario)       | 23  | 14 | 7  | 2  | 5  | 27 | 16 | 9   |
| Patronato                    | 19  | 14 | 5  | 4  | 5  | 19 | 19 | 0   |
| Ñuñorco                      | 18  | 14 | 4  | 6  | 4  | 16 | 15 | 1   |
| Barraca (Paso de Los Libres) | 12  | 14 | 3  | 3  | 8  | 14 | 23 | -9  |
| Huracán Corrientes           | 9   | 14 | 2  | 3  | 9  | 10 | 28 | -18 |

| Clasificados a la Ronda Final del Torneo |

Para la fase final se juntaron los 3 clasificados de la Zona A y Zona B y 13 de Junio compartió esa fase junto con General Paz Juniors, Huracán (Tres Arroyos), General Belgrano, Ben Hur y Douglas Haig, que venían del mismo grupo.
A 13 nunca le pesó la categoría que tenían los rivales, pero lamentablemente estuvo muy cerca de obtener el ascenso al Nacional B.
| 1  | 13 de Junio            | 1 - 0 | General Belgrano       | Marcelo Morales                                         |
| 2  | Douglas Haig           | 1 - 1 | 13 de Junio            | César González                                          |
| 3  | 13 de Junio            | 0 - 0 | General Paz Juniors    |                                                         |
| 4  | Huracán (Tres Arroyos) | 3 - 1 | 13 de Junio            | Marcelo Morales                                         |
| 5  | 13 de Junio            | 2 - 0 | Ben Hur                | Marcelo Morales y Walter Ameri                          |
| 6  | Gral. Belgrano         | 1 - 1 | 13 de Junio            | José Benítez                                            |
| 7  | 13 de Junio            | 3 - 0 | Douglas Haig           | Julio Pietkievich, Eduardo Sandoval y Daniel Guggisberg |
| 8  | General Paz Juniors    | 3 - 0 | 13 de Junio            |                                                         |
| 9  | 13 de Junio            | 3 - 1 | Huracán (Tres Arroyos) | Walter Ameri, Marcelo Morales y Gustavo Garate          |
| 10 | Ben Hur                | 1 - 0 | 13 de Junio            |                                                         |

Luego de las 10 fechas se definió el campeón que obtuvo el ascenso al Nacional B 2000/01:
| Equipo              | Pts | PJ | PG | PE | PP | GF | GC | Dif |
| ------------------- | --- | -- | -- | -- | -- | -- | -- | --- |
| General Paz Juniors | 18  | 10 | 5  | 3  | 2  | 16 | 8  | 8   |
| Huracán (TA)        | 18  | 10 | 6  | 0  | 4  | 21 | 17 | 4   |
| Ben Hur             | 18  | 10 | 6  | 0  | 4  | 11 | 14 | -3  |
| 13 de Junio         | 15  | 10 | 4  | 3  | 3  | 12 | 10 | 2   |
| Douglas Haig        | 11  | 10 | 3  | 2  | 5  | 16 | 17 | -1  |
| General Belgrano    | 5   | 10 | 1  | 2  | 7  | 8  | 18 | -10 |

| Campeón. Asciende a la B Nacional |

### Temporada 2000/01
En la Temporada 2000/01 del Torneo Argentino A, 13 de Junio no iba a tener una buena actuación ya que de los 16 partidos que disputó en la primera fase solamente ganó 3, empató 8 y perdió 5. Se puede rescatar como positivos la victoria contra el Club Atlético Huracán Corrientes por 4 a 0 en la Tercera Fecha, el empate 3 a 3 con el Club Sportivo Ben Hur y la goleada 5 a 2 a Sp. Barraca de Corrientes, pero eso no alcanzó para tapar una irregular campaña que lo dejó en la 7ª posición de 9 equipos, a solo 1 punto del que jugaba la promoción.
La tabla de la primera fase de ese torneo quedó de esta manera:
| Equipo                       | Pts | PJ | PG | PE | PP | GF | GC | Dif |
| ---------------------------- | --- | -- | -- | -- | -- | -- | -- | --- |
| Ben Hur                      | 27  | 16 | 7  | 3  | 3  | 29 | 21 | 18  |
| Gimnasia y Tiro (Salta)      | 26  | 16 | 7  | 4  | 2  | 25 | 14 | 11  |
| Patronato                    | 25  | 16 | 6  | 3  | 6  | 22 | 16 | 6   |
| Ñuñorco                      | 23  | 16 | 6  | 5  | 4  | 28 | 25 | 3   |
| Douglas Haig                 | 23  | 16 | 7  | 7  | 6  | 22 | 25 | -3  |
| Tiro Federal (R)             | 21  | 16 | 5  | 5  | 6  | 23 | 16 | 7   |
| 13 de Junio                  | 17  | 16 | 3  | 5  | 7  | 26 | 29 | -6  |
| Huracán Corrientes           | 16  | 16 | 3  | 7  | 6  | 16 | 23 | -7  |
| Barraca (Paso de Los Libres) | 14  | 16 | 4  | 2  | 10 | 25 | 37 | -12 |

| Clasificados a la Fase Final |
| Jugó Promoción               |
| Descendió                    |

### Temporada 2001/02
La Temporada 2001/02 del Torneo Argentino A fue quizás la mejor campaña hecha por el equipo de Pirané. En la primera fase se convirtió en un equipo al que era difícil poder ganarle, sobre todo de local, y de visitante se hacía fuerte y ganaba partidos increíbles; como en Rosario, donde debutó en el torneo ganándole al Tiro Federal por 2 a 0; en Paraná, donde le ganó a Patronato por 1 a 0 y en Corrientes, ganándole 3 a 2 a Huracán Corrientes. Una de las victorias más famosas como local fue cuando le ganó contundentemente al histórico San Martín de Tucumán por 4 a 0 en la tercera fecha del Torneo.
13 de Junio terminó la primera fase en la 2ª posición con 32 puntos producto de 8 victorias y 8 empates y tan solo 2 derrotas.
La tabla quedó de la siguiente manera:
| Equipo                  | Pts | PJ | PG | PE | PP | GF | GC | Dif |
| ----------------------- | --- | -- | -- | -- | -- | -- | -- | --- |
| Ñuñorco                 | 35  | 18 | 10 | 5  | 3  | 40 | 22 | 18  |
| 13 de Junio             | 32  | 18 | 8  | 8  | 2  | 28 | 19 | 9   |
| Ben Hur                 | 30  | 18 | 9  | 3  | 6  | 32 | 22 | 10  |
| Tiro Federal (Rosario)  | 30  | 18 | 8  | 6  | 4  | 34 | 26 | 8   |
| Douglas Haig            | 28  | 18 | 8  | 4  | 6  | 31 | 18 | 13  |
| 9 de Julio (Rafaela)    | 28  | 18 | 9  | 1  | 8  | 27 | 34 | -7  |
| Gimnasia y Tiro (Salta) | 26  | 18 | 7  | 5  | 6  | 21 | 21 | 0   |
| San Martín (Tucumán)    | 23  | 18 | 6  | 5  | 7  | 22 | 23 | -1  |
| Patronato               | 9   | 18 | 2  | 3  | 13 | 25 | 44 | -19 |
| Huracán Corrientes      | 7   | 18 | 1  | 4  | 13 | 18 | 49 | -31 |

| Clasificados a la Fase Final |
| Jugaron Promoción            |
| Descendieron                 |

En la Fase Final no le fue muy bien, pero ya se había ganado el respeto de los demás clubes históricos del Fútbol Argentino. Debutó en Río Cuarto (Córdoba) empatando 2 a 2 contra Asociación Atlética Estudiantes. Lo que se pueda rescatar como positivo de esta fase final fue la victoria en Rafaela por 4 a 3 contra Ben Hur por la quinta fecha de dicho torneo.
| 1  | Estudiantes (RC)    | 2 - 2 | 13 de Junio         | Eduardo Sandoval y Daniel Albarenga  |
| 2  | 13 de Junio         | 0 - 0 | Ñuñorco             |                                      |
| 3  | Juventud Unida (SL) | 4 - 1 | 13 de Junio         | Ariel Suligoy                        |
| 4  | 13 de Junio         | 1 - 2 | CAI                 | Ariel Suligoy                        |
| 5  | Ben Hur             | 3 - 4 | 13 de Junio         | Andrés Cáceres-2- y Ariel Suligoy-2- |
| 6  | 13 de Junio         | 2 - 0 | Estudiantes (RC)    | Néstor Leiva y Ariel Suligoy         |
| 7  | Ñuñorco             | 3 - 1 | 13 de Junio         | Ariel Suligoy                        |
| 8  | 13 de Junio         | 2 - 2 | Juventud Unida (SL) | Ariel Suligoy-2-                     |
| 9  | CAI                 | 1 - 1 | 13 de Junio         | Néstor Palmerola                     |
| 10 | 13 de Junio         | 0 - 2 | Ben Hur             |                                      |

Las posiciones finales y el campeón quedaron reflejadas en esta tabla :
| Equipo                      | Pts | PJ | PG | PE | PP | GF | GC | Dif |
| --------------------------- | --- | -- | -- | -- | -- | -- | -- | --- |
| C.A.I. (Comodoro Rivadavia) | 20  | 10 | 6  | 2  | 2  | 17 | 11 | 8   |
| Ñuñorco                     | 14  | 10 | 4  | 2  | 4  | 17 | 17 | 0   |
| Ben Hur                     | 12  | 10 | 2  | 6  | 2  | 16 | 14 | 2   |
| Estudiantes (Rio Cuarto)    | 12  | 10 | 3  | 3  | 4  | 15 | 17 | -2  |
| Juventud Unida (San Luis)   | 11  | 10 | 3  | 2  | 5  | 17 | 20 | -3  |
| 13 de Junio                 | 11  | 10 | 2  | 5  | 3  | 16 | 19 | -3  |

| Campeón. Asciende a Primera B Nacional |

### Temporada 2002/03
En la Temporada 2002/03 del Torneo Argentino A se deja de disputar el viejo formato de competencia y se empieza a jugar torneos "Apertura" y "Clausura" como en la Primera División. En el Torneo Apertura 13 de Junio hizo una campaña aceptable pero no logró clasificar a la segunda fase. Empezó debutando con una contundente derrota por 7 a 1 ante el poderoso Atlético Tucumán. El torneo se dividió en 4 zonas de 5 equipos cada una y 13 de Junio finalizó 3° en la Zona B de la Región Norte con 14 puntos producto de 4 victorias, 2 empates y otras 4 derrotas; como positivo se puede rescatar que por la novena fecha del torneo le ganó en Salta al Histórico Gimnasia y Tiro por 2 a 1.
La Tabla del Apertura quedó de la siguiente manera :
| Equipo                  | Pts | PJ | PG | PE | PP | GF | GC | Dif |
| ----------------------- | --- | -- | -- | -- | -- | -- | -- | --- |
| Ñuñorco                 | 21  | 10 | 6  | 3  | 1  | 17 | 10 | 7   |
| Atlético Tucumán        | 15  | 10 | 4  | 3  | 3  | 20 | 10 | 10  |
| 13 de Junio             | 14  | 10 | 4  | 2  | 4  | 11 | 19 | -8  |
| Gimnasia y Tiro (Salta) | 9   | 10 | 2  | 3  | 5  | 11 | 14 | -3  |
| Talleres (Perico)       | 7   | 10 | 1  | 4  | 5  | 7  | 17 | -10 |

| Clasificados a la Segunda Fase |

En el Clausura no logró hacer un buen torneo, a pesar de la gran victoria en el debut por 2 a 1 ante el Club Atlético Tucumán. Termina el clausura en la última posición con 10 puntos producto de 3 victorias, 1 empate y 6 derrotas, quedando sin chances de clasificar a los play-off por un ascenso al Nacional B.
La tabla del Clausura terminó de esta manera :
| Equipo                  | Pts | PJ | PG | PE | PP | GF | GC | Dif |
| ----------------------- | --- | -- | -- | -- | -- | -- | -- | --- |
| Atlético Tucumán        | 16  | 10 | 5  | 1  | 4  | 18 | 11 | 7   |
| Talleres (Perico)       | 16  | 10 | 4  | 4  | 2  | 10 | 8  | 2   |
| Gimnasia y Tiro (Salta) | 15  | 10 | 4  | 3  | 3  | 13 | 16 | -3  |
| Ñuñorco                 | 12  | 10 | 3  | 3  | 4  | 14 | 16 | -2  |
| 13 de Junio             | 10  | 10 | 3  | 1  | 6  | 9  | 15 | -6  |

| Clasicados a los Play-offs |

### Temporada 2003/04
La Temporada 2003/04 del Torneo Argentino A sería la última participación de 13 de Junio en el torneo, ya que descendería jugando la promoción contra Rosario Puerto Belgrano. En el Apertura 03 tendría un regular campaña, quedando a tan solo 1 punto de clasificar a la segunda fase pero dejando buenas actuaciones en Rafaela empatando en el debut 0 a 0 contra Ben Hur y 1 a 1 contra Unión de Sunchales. También logró un empate 2 a 2 como local ante el poderoso Racing de Córdoba y victorias como local ante los equipos rafaelinos: 1 a 0 a Ben Hur y 2 a 0 a Unión de Sunchales. El equipo de Pirané terminó 3° en la tabla de 5 equipos con 12 puntos con 3 victorias, 3 empates y 4 derrotas.
La tabla del Apertura terminó de la siguiente manera :
| Equipo              | Pts | PJ | PG | PE | PP | GF | GC | Dif |
| ------------------- | --- | -- | -- | -- | -- | -- | -- | --- |
| Racing (Cordoba)    | 20  | 10 | 6  | 2  | 2  | 18 | 9  | 9   |
| General Paz Juniors | 13  | 10 | 4  | 1  | 5  | 16 | 17 | -1  |
| 13 de Junio         | 12  | 10 | 3  | 3  | 4  | 11 | 19 | -8  |
| Unión (Sunchales)   | 11  | 10 | 3  | 2  | 5  | 12 | 19 | -7  |
| Ben Hur             | 9   | 10 | 2  | 3  | 5  | 10 | 13 | -3  |

| Clasificados a la segunda fase |

En el Clausura termina haciendo la peor campaña desde que ascendió, donde termina último lejos del resto con 8 puntos producto de 2 victorias, 2 empates y 6 derrotas. De lo positivo se puede rescatar el empate contra Racing de Córdoba 0 a 0 por la novena fecha de dicho torneo.
La tabla del Clausura terminó de la siguiente manera : 
| Equipo              | Pts | PJ | PG | PE | PP | GF | GC | Dif |
| ------------------- | --- | -- | -- | -- | -- | -- | -- | --- |
| General Paz Juniors | 19  | 10 | 6  | 1  | 3  | 17 | 11 | 6   |
| Ben Hur             | 18  | 10 | 5  | 3  | 2  | 14 | 8  | 6   |
| Unión (Sunchales)   | 14  | 10 | 4  | 2  | 4  | 14 | 14 | 0   |
| Racing (Cordoba)    | 13  | 10 | 3  | 4  | 3  | 13 | 11 | 2   |
| 13 de Junio         | 8   | 10 | 2  | 2  | 6  | 7  | 18 | -11 |

| Clasificados a los Play-offs |

| Pos | Equipo                          | Pts | PJ | PG | PE | PP | GF | GC | Dif |
| --- | ------------------------------- | --- | -- | -- | -- | -- | -- | -- | --- |
| 1   | Aldosivi                        | 41  | 20 | 12 | 5  | 3  | 35 | 15 | 20  |
| 2   | Luján de Cuyo                   | 39  | 20 | 11 | 6  | 3  | 31 | 16 | 15  |
| 3   | Douglas Haig (Perico)           | 39  | 20 | 11 | 6  | 3  | 25 | 11 | 14  |
| 4   | Cipolletti                      | 35  | 20 | 10 | 5  | 5  | 31 | 26 | 5   |
| 5   | Atlético                        | 33  | 20 | 9  | 6  | 5  | 31 | 20 | 11  |
| 6   | Racing (Cordoba)                | 33  | 20 | 9  | 6  | 5  | 31 | 20 | 11  |
| 7   | La Florida                      | 33  | 20 | 9  | 6  | 5  | 26 | 20 | 6   |
| 8   | General Paz Juniors             | 32  | 20 | 10 | 2  | 8  | 33 | 28 | 5   |
| 9   | Independiente Rivadavia         | 28  | 20 | 8  | 4  | 8  | 32 | 28 | 6   |
| 10  | Villa Mitre (Bahia Blanca)      | 27  | 20 | 9  | 1  | 10 | 27 | 28 | -1  |
| 11  | Ben Hur                         | 26  | 20 | 7  | 6  | 7  | 24 | 21 | 3   |
| 12  | Juventud Unida (San Luis)       | 26  | 20 | 6  | 10 | 6  | 26 | 24 | 2   |
| 13  | Talleres (Perico)               | 25  | 20 | 6  | 8  | 6  | 21 | 23 | -2  |
| 14  | Guillermo Brown (Puerto Madryn) | 25  | 20 | 6  | 7  | 7  | 21 | 21 | 0   |
| 15  | Unión (Sunchales)               | 25  | 20 | 7  | 4  | 9  | 26 | 33 | -7  |
| 16  | Ñuñorco                         | 21  | 20 | 4  | 9  | 7  | 25 | 28 | -3  |
| 17  | 13 de Junio                     | 20  | 20 | 5  | 5  | 10 | 18 | 37 | -19 |
| 18  | Gimnasia y Tiro                 | 19  | 20 | 3  | 10 | 7  | 25 | 30 | -5  |
| 19  | Gimnasia y Esgrima              | 12  | 20 | 3  | 6  | 11 | 18 | 33 | -15 |
| 20  | Almirante Brown (Arrecifies)    | 0   | 20 | 0  | 0  | 20 | 7  | 51 | -44 |

| Jugaron la Promoción               |
| Descendieron al Torneo Argentino B |

## Descenso del Torneo Argentino A
Un 13 de junio de 2004, aunque hubiese sido un gran día por el aniversario del club, el equipo debía afrontar la Permanencia en la categoría contra Rosario Puerto Belgrano y ese día quizás fue uno de los peores de la historia del club, pues el equipo cayó derrotado como visitante por 3 a 0. En partido de vuelta en Pirané el equipo que representaba a Formosa en el Argentino A pudo ganar 1 a 0, pero no le alcanzó para mantener la categoría y descendió.

## Datos del club
- Temporadas en 1ª: 0
- Temporadas en 2ª: 0
- Temporadas en 3ª: 9
  - Torneo del Interior: 4 (1990/91, 1991/92, 1992/93, 1993/94).
  - Torneo Argentino A: 5 (1999/00, 2000/01, 2001/02, 2002/03, 2003/04).
- Temporadas en 4ª: 3
  - Torneo Argentino B (1995/96, 1996/97, 1998/99).
- Temporadas en 5ª: 1
  - Torneo Argentino C (2007).
- Máximo Goleador en el Torneo Argentino A: Ariel Suligoy: 23 goles
- Máximo Goleador en el Torneo Argentino B: Marcelo Alejandro Morales: 15 goles

## Liga Local
El club posee 10 campeonatos oficiales de la Liga Piranense de Fútbol
- Primera División: 10 (1983, 1984/85, 1987/88, 989/90, 1990/91, 1991/90, 1992/93, 1995/96, 1997/98, 2003/04).

Títulos y ascensos a la primera División
- Segunda División: 2 (2011, 2017)